# Richtersia tenuis
Richtersia tenuis är en rundmaskart. Richtersia tenuis ingår i släktet Richtersia och familjen Richtersiidae. Inga underarter finns listade i Catalogue of Life.